# Adolf von Tutschek
Adolf von Tutschek (16 de Maio de 1891 – 15 de Março de 1918) foi um soldado e piloto alemão durante a Primeira Guerra Mundial. Abateu 27 aeronaves inimigas, o que fez dele um ás da aviação.